# Lauren Weisberger
Pour les articles homonymes, voir Weisberg.
Lauren Weisberger, née le 28 mars 1977 à Scranton en Pennsylvanie, est une écrivaine américaine célèbre pour ses romans de chick lit (« littérature pour nanas »). Son premier roman, Le Diable s'habille en Prada (The Devil Wears Prada), a connu un succès mondial et a été adapté au cinéma en 2006.

## Biographie
Lauren Weisberger est née à Scranton en Pennsylvanie. Elle est la fille de Steve Weisberger (président d'un centre commercial) et de Cheryl Weisberger (institutrice) ; elle a une sœur prénommée Dana. Lauren a fréquenté l'université Cornell dans l'État de New York. Après avoir obtenu son diplôme, elle a parcouru l’Europe, Israël, l’Égypte, la Jordanie, la Thaïlande, l’Inde, le Népal et Hong Kong avec un sac à dos. De retour aux États-Unis, elle s’installe à Manhattan et décroche son premier travail : assistante d'Anna Wintour, rédactrice en chef de Vogue US. Elle est mariée depuis 2008 à Mike Cohen (professeur d'anglais et écrivain en histoire); ensemble, ils ont deux enfants.

## Ses romans
Le Diable s'habille en Prada, largement inspiré de l’expérience personnelle de Lauren Weisberger (même si elle nie s'être inspirée d'Anna Wintour pour créer son personnage de Miranda Priestly), s'est vendu dans plus de 30 pays et est resté durant six mois au sommet des ventes dans les pages du New York Times. L'adaptation au cinéma avec Meryl Streep et Anne Hathaway est sortie fin 2006 en France.
Son roman suivant s’intitule People or Not People (Everyone Worth Knowing) et fut publié en 2005. L’auteur a déclaré à son sujet que « tous les personnages sont fictifs, hormis Millington le Yorkshire, inspiré directement, lui, de Mitzy la Maltaise ».
Sexe, diamants et plus si affinités… (Chasing Harry Winston), son troisième roman, fut publié le 27 mai 2008 aux États-Unis, et en France en octobre 2008. Les droits pour ce roman ont été achetés par Universal, le film sera réalisé par Andy Tennant.
Son quatrième roman, Stiletto Blues à Hollywood (Last Night at Chateau Marmont) fut publié en France en novembre 2010.
Elle avait écrit auparavant une nouvelle, The Bamboo confessions, publiée en octobre 2004.
Le second volet du Diable s'habille en Prada, Vengeance en Prada est publié fin 2013 chez Fleuve noir. Frédéric Beigbeder apporte une critique virulente dans les pages du Figaro Magazine, soulignant la qualité du premier opus mais écrivant à propos du second que « l'écriture de Weisberger semble l’œuvre d'un logiciel automatisé », et que le roman est une « caricature involontaire […] d'une certaine upper class new-yorkaise, effarante de niaiserie et déconnectée de toute réalité ».
2016, son nouveau roman, L'Art et la manière de conclure en beauté (The Singles Games), inspiré par l’une de ses passions, le tennis.

## Liste de ses œuvres

### SagaLe Diable s'habille en Prada
1. Le Diable s'habille en Prada, Fleuve noir, 2004 ((en) The Devil Wears Prada, 2003)
2. Vengeance en Prada, Fleuve noir, 2013 ((en) Revenge Wears Prada, 2013)
3. L'Enfer est pavé de bonnes intentions, Fleuve éditions, 2019 ((en) When Life Gives You Lululemons, 2018)

### Romans indépendants
- People or Not People, Fleuve noir, 2006 ((en) Everyone Worth Knowing, 2005)
- Sexe, diamants et plus si affinités…, Fleuve noir, 2008 ((en) Chasing Harry Winston, 2008)
- Stiletto Blues à Hollywood, Fleuve noir, 2010 ((en) Last Night at Chateau Marmont, 2010)
- L'Art et la manière de conclure en beauté, Fleuve éditions, 2016 ((en) The Singles Game, 2016)